# Holger Jung (Politiker)
Holger Jung (* 24. Juli 1971 in Bonn) ist ein deutscher Jurist und Kommunalpolitiker (CDU). Seit 2020 ist er Bürgermeister der Stadt Meckenheim.

## Leben
Jung wurde in Bonn geboren, wuchs in Wachtberg-Berkum auf und machte 1991 das Abitur am Aloisiuskolleg in Bad Godesberg. Anschließend absolvierte er den Wehrdienst und begann 1992 ein Jura-Studium in Bonn. 1997 bestand er das erste Staatsexamen und nach dem Referendariat am Landgericht Bonn im Jahr 2000 das zweite Staatsexamen. Während seines Studiums war er Mitarbeiter des Bundestagsabgeordneten Roland Richter.
Von 2000 bis 2013 arbeitete er in der Stadtverwaltung von Königswinter, zunächst in der Rechtsabteilung, später als Leiter der Haupt- und Personalabteilung. Zuletzt war Jung Dezernent für Sicherheit, Ordnung, Schule, Sport, Kultur, Soziales und Jugend. Seit dem 1. März 2013 war er erster Beigeordneter und allgemeiner Vertreter des Bürgermeisters von Meckenheim.
Er ist verheiratet, hat eine Tochter und lebt in Niederbachem. Viele Jahre spielte er Fußball beim SV Rot-Weiß Merl sowie dem VfL Meckenheim.

## Politik
Holger Jung trat 2001 der CDU bei. Zur Kommunalwahl 2020 kandidierte er als Kandidat für das Amt des Bürgermeisters von Meckenheim. Bei der Wahl am 13. September gewann er mit 55,09 % der Stimmen gegen seinen Kontrahenten Stefan Pohl (SPD). Damit trat Jung am 1. November die Nachfolge seines Parteifreundes Bert Spilles an, der nach 12 Jahren im Amt nicht wieder angetreten war. Im Juli 2024 kündigte er an, bei der Kommunalwahl 2025 nicht erneut für das Bürgermeisteramt zu kandidieren.